# The Castaway
The Castaway è un cortometraggio di Topolino del 1931 diretto da Wilfred Jackson e parte della serie Mickey Mouse; fu il 27º della serie e il terzo prodotto in quell'anno.

## Trama
In un mare burrascoso, Topolino si trova a navigare sopra un materasso con una mutandina come vela, poco dopo finisce naufrago su un'isola sperduta.

Subito si ambienta al luogo e per migliorare l'atmosfera si mette a suonare un pianoforte estratto da una cassa arrivata con le onde, ma un tigrotto, uno scimpanzé ed un leone gli rovineranno la festa.

## Distribuzione
Uscì il 27 marzo 1931 negli USA.